# Дивовка (Брянска област)
Дивовка (на руски: Дивовка) е село във Ветлевското селско поселение (вид община от множество малки населени места) в Мглински район на Брянска област в Русия.
Старо име на селото е Девовка.
Идентификационният код на с селото поред Общоруския класификатор на обектите на административно-территориално деление (ОКАТО) е: 15236816011.

## География
Намира се в централната западна част на Брянска област на 14 km югоизточно по права линия от административния център на Мглинския район – град Мглин – и на 7 km от административния център на селското поселение (общината) – махала (на руски: деревня) Ветлевка.
В селото има 4 улици: Мглинска, Молодьожна, Паркова и Школна.

## История
Според една от версиите селото е основано със статус на слобода през 1699 г. като феодално владение на стародубския полковник – благородника Михаил Андреевич Миклашевски (ок. 1640 г. – 19 март 1706 г.) въз основа на хетмански универсал (указ) на хетман Иван Мазепа.
Според друга версия, селото се споменава под името Диваничи още в началото на XVI век в Литовската метрика на Полксо-литовската държава.
През 1706 г. Михаил Миклашевски е убит край полския град Несвиж в битка срещу шведите по време на Великата северна война. Многобройните му владения са управлявани от вдовицата му. С след нейната кончина са разделени между синовете му Андрей, Степан и Иван. Село Дивовка се наследява от Степан Михайлович Миклашевски (? – ок. 1750 г.).
Селото се запазва във владение на дворянския род Миклашевски до краха на Руската империя през 1917 г.
До 1781 г. селото е част от Втора Почепска сотня (подразделение) на Стародубския полк (административно-териториална, съдебна и военна единица на Казашкото хетманство, а след анектирането му – на Руската империя). Освен това селото се споменава като част от Мглинската
С образуването на Мглинския уезд през 1781 г. Дивовка става част от него, от 1861 г. тя е в състава на Романовската волост. В резултат на Октомврийската революция от 1919 г. във волостта са организирани т. нар. селски съвети и село Дивовка става административен център на Дивовския селски съвет (община).
След разпускането на Мглинския уезд през 1922 г. територията му е включена в Почепския уезд. С ликвидирането на Романовска волост през април 1924 г., село Дивовка е включено в Шумаровска волост. От 1927 г. Дивовка е прехвърлена в Мглинска волост на Клинцовски уезд. След замяната през 1929 г. на уездите с райони като административно-териториални единици, Дивовка става част от Мглинския район.
Два месеца след началото на Втората световна война Дивовка е окупирана от германските нацистките войски.
В резултат на Брянската настъпателна операция на Съветската армия са отблъснати значителни части на немската войска от село Дивовка. През нощта на 19 септември 1943 г. партизански отряд атакува разположените нацистки войници, унищожавайки значителна част от тях и нанасяйки значителни щети на техниката. На следващия ден, 20 септември, германците се разправят с останалите жители на Дивовка, а самото село било опожарено. Общо 308 селяни били избити тези дни. Впоследствие на 6 септември 2014 г. в Дивовка е издигнат паметник в памет на загиналите дивовчани.
Дивовка е освободена от съветската армия съгласно оперативно сведение на Съветското информационно бюро за 22 септември 1943 г. Тъй като всички къщи в селото били опожарени, след освобождаването му оцелелите жители се скупчили в землянка, изкопана от военните. Много от тях умират от глад и болести.
След края на войната в селото са възстановени колхозът и основното училище и постепенно се установява спокоен живот.
През 1954 г. Дивовският селски съвет е премахнат и селото става част от първия Семковски (до 1960 г.), след това Деременски (1960-1965 г.), а после Велжичски селски съвети (1965-1975 г.). През 1975 г. Дивовският селски съвет с център с. Дивовка е възстановен и просъществува до общинската реформа от 2005 г.

## Население
Броят на населението: 684 души (1859 г.), 636 души (1892 г.), 497 души (100 % руснаци) през 2002 г., 406 души през 2010 г.

## Инфраструктурни съоръжения
На територията на селото има: селскостопанска производствена кооперация „Разцвет“ (на руски: Рассвет), 3 магазина, селско общообразователно училище, детска градина, Дивовски културен дом, селска библиотека, фелдшерско-акушерски пункт, пощенски клон.